# La vie est ainsi fête
La vie est ainsi fête est un recueil des 56 chroniques radiophoniques hebdomadaires écrites par Gérard Oberlé et diffusées par France Musique du jeudi 6 mars 2003 au jeudi 1er juillet 2004. Le recueil s'ouvre sur une brève « lettre d'introduction » de Thierry Beauvert, qui animait l'émission.

## Contexte
D'avril 2001 à juillet 2004, Oberlé a rédigé 128 chroniques pour l'émission « Si j'ose dire » animée par Thierry Beauvert sur France Musique. Ces chroniques prenaient la forme originale de lettres lues non pas par leur auteur, mais par l'animateur. Les premières chroniques ont été publiées en 2003 sous le titre La vie est un tango. 

## Propos
Les chroniques parlent de musique sous un angle historique et érudit mais sur un ton badin. Le chroniqueur choisit un thème (qu'il s'agisse d'un personnage [ex. : Héliogabale], d'un genre [ex. : la complainte] voire d'un accessoire [ex. : la perruque]) pour raconter des anecdotes et, souvent, dresser une musicographie. 

## Extraits
- « Au cours des trois derniers siècles, plusieurs Occidentaux se sont singularisés en reniant leurs origines, leur religion et leurs coutumes pour tenter l'aventure dans les mirages du désert, sous le soleil des tropiques ou sous le pampero d'étonnantes Patagonies. Rois et reines sans couronne, certains régnèrent cependant, comme l'extravagante Lady Esther Stanhope, épisodique reine de Palmyre en 1813, Orélie-Antoine de Tounens, le clerc de notaire périgourdin sacré roi d'Araucanie en 1860, le général Lallemand au Champ d'Asile du Texas, le baron Thierry, roi de Nouvelle-Zélande, et le comte Raousset-Boulbon, conquérant de la Sonora. » (« Le cheik blanc », 3 avril 2003, p. 39)

- « La Callas dans sa splendeur eût sans doute été capable de saigner une rivale et j'aurais payé cher pour assister à un combat de catch, j'allais dire de sumo, entre Marilyn Horne et Montserrat Caballé. Mais aujourd'hui? Sans doute y a-t-il moins d'hommes à se ruiner pour des chanteuses ou des danseuses. Les hommes riches ne peuplent plus les loges, les OPA ayant remplacé les dames aux camélias dans le grand cirque de la compétition. » (« Rififi chez les divas », 5 juin 2003, p. 91)

- « Franz Liszt ne voyageait jamais sans emporter plusieurs caisses en cèdre à double paroi où il conservait ses cigares. Il a fumé toute sa vie, même en période maigre, préférant sacrifier d'autres plaisirs. Le père supérieur du couvent où il finira sa vie le relèvera de son vœu d'abstinence en lui autorisant le tabac par une permission exceptionnelle. Autres amateurs de puros, Bizet (Carmen était cigarière), Offenbach et Ravel. Plus près de nous, Arthur Rubinstein, un dandy qui fumait comme une locomotive, mais choisissait ses cigares avec le même soin que ses cravates, ou encore Daniel Barenboïm. » (« Musiques avec nicotine », 9 octobre 2003, p. 137-138)